# Charles Montel
Pour les articles homonymes, voir Montel.
Charles Montel, de son vrai nom complet Charles Léon Marcel Desveaux, né le 16 janvier 1871 au Havre (Seine-Maritime) et décédé le 1er octobre 1955 à Ris-Orangis (Essonne), est un chanteur et acteur français.

## Biographie
Il naît le 16 janvier 1871 au 27 rue de la Gaffe au Havre, au domicile de ses parents alors non-mariés qui le reconnaissent le 17 mars de la même année. Son père, Charles Desveaux, et sa mère, Antonie Amiot, sont débitants,. La date précise de ses débuts n'est pas connue, mais il occupe déjà la profession d'artiste à son recensement militaire en 1891. Il effectue son service militaire, au cours duquel il manœuvre en Algérie, du 14 novembre 1892 au 1er février 1896.
Il connaît véritablement le succès à partir de 1906 en étant engagé à l'Eldorado. Son plus grand succès est la chanson Elle était souriante. Il avait la particularité de chanter ses chansons avec une lenteur extrême.

## Filmographie
- 1932 : L'Affaire Blaireau de Henry Wulschleger : Taupin
- 1932 : Le Champion du régiment de Henry Wulschleger : Piganol
- 1933 : L'Enfant de ma sœur de Henry Wulschleger : Crobert
- 1933 : Bach millionnaire de Henry Wulschleger : Jules
- 1934 : Sidonie Panache de Henry Wulschleger : Augustin
- 1935 : Bonne chance de Sacha Guitry et Fernand Rivers : le vieil homme dessiné par Claude
- 1940 : Bach en correctionnelle de Henry Wulschleger
- 1949 : Branquignol de Robert Dhéry : un vieil homme